# Blanken onder elkaar
Blanken onder elkaar is een Nederlands hoorspel naar het toneelstuk All White Caste; after the seperation (1971) van Ben Caldwell. Het werd vertaald door Coert Poort en de NCRV zond het uit op maandag 5 februari 1979, van 22:36 uur tot 23:00 uur, als eerste in de serie Waar haal je het recht vandaan? De regisseur was Ab van Eyk.

## Rolbezetting
- Robert Sobels (de waker, een blanke van in de 40)
- Cees van Ooyen (een hulpje, een neger van in de 40)
- Hans Dagelet (gevangene, een blanke van in de 30)

## Inhoud
Plaats van handeling: Harlem (New York), tijd: ergens achter in de jaren 90. Nadat Amerika ondertussen de Derde Wereldoorlog heeft verloren, hebben de negers het land in hoofdzaak verlaten. De blanke negersympathisanten van destijds, voor zover ze niet wegens landverraad zijn gedood, zijn als gevangenen ondergebracht in het vroegere negerghetto Harlem. Over het lot van een van deze rechtelozen gaat dit hoorspel.